# ديكلوكساسيلين
ديكلوكساسيللين Dicloxacillin  هو ديكلوكساسيللين الصوديوم. الزمرة الدوائية مضاد حيوي من زمرة البنسلينات. فهو يستخدم لعلاج الالتهابات التي تسببها عرضة البكتيريا

## آليته
مثل غيرها من المضادات الحيوية زمرة β لاكتام، يعمل ديكلوكساسيلين على تثبيط تخليق جدار الخلية البكتيريا .يتدخل في عملية تركيب الجدار الخلوي الجرثومي خلال مرحلة التكاثر الفعال، الأمر الذي يؤدي لتخرب هذا الجدار وبالتالي موت الجرثومة.

### الاستعمال
- علاج الإنتانات الجهازية مثل ذات الرئة وإنتانات الجلد والأنسجة الرخوة وذات العظم والنقي
- علاج الإنتانات الناجمة عن المكورات العنقودية المنتجة لأنزيم البنسليناز.[3]

## الحرائك الدوائية
- الامتصاص:35-76% من جرعته الممتصة عبر السبيل الهضمي، ينقص الطعام معدل امتصاصه وكمية الجرعة الممتصة.
- التوزع: يعبر المشيمة ويظهر في حليب الثدي.
- الارتباط البروتيني: 96%.
- العمر النصفي:0.6-0.9 ساعة، يتطاول عند المصاب باضطرابات الوظائف الكلوية.
- يصل تركيزه المصلي لذروته خلال 0.5-2 ساعة من تناوله عبر الفم.
- الإخراج: 56-70% عن طريق البول على شكل دواء غير مستقلب ويطرح جزء آخر مع الصفراء.

## الحمل
ينتمي للأدوية المستخدمة خلال الحمل أو المجموعة B

## مضادات الإستطباب
- فرط الحساسية له أو لأحد مكوناته أو للبنسلين.

## تحذيرات
1. راقب زمن البروترومبين لو كان المريض يعالج بالوارفارين
2. إن إطراحه بطيء عند الولدان، وإن مذاق معلقه المعد للتناول عبر الفم يجعل من الصعب على المريض أن يلتزم به جيداً.
3. يستخدم بحذر عند المريض الذي لديه سوابق أرجية مع السيفالوسبورين.

### الآثار الجانبية
- تحدث بنسبة 1-10%:
- الجهاز الهضمي :إسهال.

- تحدث بنسبة تقل عن 1%:
- عصبية مركزية: حمى.
- جلدية: طفح.
- هضمية: غيان، إقياء.
- دموية: كثرة الحمضات، قلة العدلات، قلة الكريات البيض، قلة صفيحات.
- كبدية: ارتفاع تراكيز الخمائر الكبدية.
- متنوعة: ارتكاسات شبيهة بداء المصل.

## التداخلات الدوائية
1. قد تنقص شدة تأثير مانعات الحمل الفموية عند إشراكه معها.
2. قد يرتفع تركيزه المصلي عند إشراكه مع بروبنسيد أو ديسولفيرام.
3. قد يسبب إشراكه مع المميعات زيادة شدة تأثيرها.

### التداخلات المخبرية
يسبب إيجابية اختبار كومبس المباشر.

## الجرعة
- الأطفال <40كغ (فموي): 12.5-50 ملغ/كغ/يوم تقسم على 4 دفعات، يعطى بجرعة 50-100ملغ/كغ/يوم مقسمة على 4 دفعات لعلاج ذات العظم والنقي.
- الأطفال>40كغ والبالغين (فموي): 125-500ملغ كل 6ساعات.
- لا حاجة لتعديل الجرعة عند المصاب باضطراب الوظيفة الكلوية، ولا يزال بالديلزة الدمية أو البريتوانية وبالتالي لا حاجة لجرعات داعمة منه بعد جلسة الديال.
- بما أن الطعام يبطئ سرعة امتصاصه ويقلل كمية المادة الممتصة منه لذلك يجب تناوله على معدة فارغة، أي قبل ساعة من وجبات الطعام.

### فرط الجرعة
- فرط الحساسية العصبية العضلية (هياج، إهلاس، لا تناسق الحركات، اعتلال دماغي، تخليط واختلاجات) واضطراب التوازن الشاردي (الصوديوم والبوتاسيوم) ولا سيما عند المريض المصاب باضطراب الوظيفة الكلوية.
- يمكن للديلزة الدموية أن تساعد في إزالة هذا الدواء من الدم، أما باقي خطة المعالجة فهي داعمة وأعراضية.

## المراقبة
راقب زمن البروترومبين في حال كان المريض يتناول الوارفارين بالإضافة لهذا المحضر.

## المستحضرات الصيدلانية
- كبسولات: 250ملغ، 500ملغ.
- بودرة معدة لتحضير معلق فموي: 62.5 ملغ/5مل (80مل، 100مل، 200مل)
- الثبات

يجب أن يوضع المعلق في المبرادات بعد تحضيره، ويرمى بعد مرور 7أيام إذا بقي في درجة حرارة الغرفة وبعد 14 يوم فيما لو كان في الثلاجة.
تبقى الجرعة الفموية المحفوظة ضمن المحاقن ثابتة لمدة 48ساعة